# Албатрос D.III
Албатрос D.III је немачки ловачки авион коришћен у Првом светском рату и непосредно после њега. Први лет авиона је извршен 1917. године..

## Пројектовање и развој
У време увођења у службу авиона Албатрос , Роберт Телен је почео пројектирање боље верзије са бољом покретљивошћу. У том циљу је изменио конфигурацију крила, и доње је добило већу виткост и распон. Додати су и V упорнице ради побољшања чврстине крила, а снага мотора повећана са 160 на 175 КС. Хладњак је премештен на десни бок са центра горњег крила, да врућа вода из пробушеног хладњака не ошури пилота.
Авиони Албатрос Албатрос D.III су ушли у употребу почетком 1917. и ускоро су надвладали авионе противника. Тек крајем 1917,  и Сопвит камел су донели поновну премоћ савезницима. Током 1917. израђено је око 500 авиона Албатрос .
Највећа брзина у хоризонталном лету је износила 175 km/h. Размах крила је био 9,04 m, а дужина 7,33 m. Маса празног авиона је износила 661 килограма а нормална полетна маса 886 килограма. Био је наоружан са два синхронизована митраљеза ЛМГ 08/15 Шпандау (LMG 08/15 Spandau) калибра 7,92 mm.

## Технички опис
Албатрос D.III је двокрили једноседи ловачки авион потпуно дрвене конструкције који се производио у Немачкој и Аустроугарској за време Првог светског рата.
Труп му је елипсастог попречног пресека, полу монокок конструкције. Предњи део, у коме је био смештен мотор је био обложен алуминијумским лимом, на коме су се налазили отвори за излазак топлог ваздуха из моторског простора, а остали део трупа је био облепљен дрвеном лепенком. Труп овог авиона се истицао чистом аеродинамичном линијом. Носач мотора је био од заварених челичних цеви. Пилот је седео у отвореном кокпиту и био је заштићен малим ветробранским стаклом. Прегледност из пилотске кабине није била добра јер су поглед пилоту ометали цилиндри мотора, издувне цеви и цеви система за водено хлађење мотора.
Авион је био опремљен течношћу хлађеним линијским мотором, Мерцедес  D.IIIа снаге 127 kW. Овај мотор се у литератури и документацији може наћи и под називом Даимлер D.IIIa (Daimler D.IIIa). Хладњак за воду се налазио са десне стране авиона. На вратилу мотора је била причвршћена двокрака, вучна, дрвена елиса, непроменљивог корака.
Крила су била дрвене конструкције пресвучена импрегнираним платном релативно танког профила. Крилца за управљање авионом су се налазила само на горњим крилима. Крила су између себе била повезана са два пара  V упорница. Затезачи су били од клавирске челичне жице. Горње крило је имало облик једнокраког трапеза, док је доње крило такође било трапезастог облика али је било мало уже од горњег. Спојеви предње ивице са бочним ивица крила су полукружно изведени. Доње и горње крило су се поклапала по својим осама. Конструкције репних крила и вертикални стабилизатор као и кормило правца су била направљена од дрвета пресвучена платном.
Стајни орган је био класичан, направљен као челична конструкција од заварених танкозидих цеви са фиксном осовином. Tочкови су били димензија Ø 710 mm x 85 mm а размак између точкова је био 1.760 mm. Амортизација је била помоћу лиснатих челичних опруга а на репном делу се налазила еластична дрвена дрљача.
Авион је био наоружан са два митраљеза Spandau LMG 08/15 калибра 7,92 mm који су били постављени испред пилота и гађали су кроз обртно поље елисе.

## Варијанте авиона Албатрос серије D
- Албатрос D.I   - основни модел серије D,
- Албатрос D.II  - у односу на основни модел, спуштено горње крило и мање аеродинамичке измене,
- Албатрос D.III - упорнице између крила у облику слова V, премештени хладњаци, побољшана аеродинамика,
- Албатрос D.V   - прилагођени елипсасти труп и крило, модификовано кормило и повећана капа елисе,
- Албатрос D.Va  - мало побољшани модел D.V

## Наоружање
Авион је био наоружан са два синхронизована митраљеза који су се налазила испред пилота на горњој страни трупа и пуцала су кроз обртно поље елисе. Митраљези су се налазили у хаптичком пољу пилота тако да је могао да интервенише у случају застоја у паљби, што у то време није био редак случај.
| Наоружање авиона: Албатрос     |                       |
| Ватрено (стрељачко) наоружање  |                       |
| Топ                            |                       |
| Митраљез                       |                       |
| Број и ознака митраљеза        | 2 х LMG 08/15 Spandau |
| Калибар                        | 7,92                  |
| Бомбардерско наоружање (бомбе) |                       |
| Ракетно наоружање (ракете)     |                       |

### Упоредни приказ авиона Albatros D.III са сличним авионима у јесен 1918. год.
| Назив авиона           | Земља                | Снага  | Макс. брзина | Полетна маса | Наоружање         | Плафон лета |
| ---------------------- | -------------------- | ------ | ------------ | ------------ | ----------------- | ----------- |
| Ансалдо SVA            | Краљевина Италија    | 265 KS | 237 km/h     | 975 kg       | 2 и 90 kg бомби   | 7.000 m     |
| Fokker D.VII           | Немачко царство      | 180 KS | 189 km/h     | 910 kg       | 2 x LMG 08/15     | 6.000 m     |
| Fokker D.VIII          | Немачко царство      | 110 KS | 204 km/h     | 605 kg       | 2 x LMG 08/15     | 6.300 m     |
| Siemens-Schuckert D.IV | Немачко царство      | 160 KS | 190 km/h     | 735 kg       | 2 x LMG 08/15     | 8.000 m     |
| Albatros D.III*        | Аустроугарска        | 225 KS | 202 km/h     | 995 kg       | 2 x LMG 08/15     | 5.500 m     |
| SPAD S.XIII            | Француска            | 220 KS | 222 km/h     | 820 kg       | 2                 | 6.650 m     |
| Sopwith Camel          | Уједињено Краљевство | 130 KS | 185 km/h     | 659 kg       | 2 и 45,2-kg-бомби | 5.791 m     |
| S.E.5a                 | Уједињено Краљевство | 200 KS | 222 km/h     | 880 kg       | 2                 | 5.185 m     |
| Бристол F.2B           | Уједињено Краљевство | 275 KS | 198 km/h     | 1.292 kg     | 2 и 130 kg бомби  | 6.096 m     |

*Односи се на авион Albatros D.III (ÖFFAG) серије 253 према

## Технички подаци фамилије авиона Албатрос D[3]
| Тип авиона                        | Албатрос D.I   | Албатрос D.II  | Албатрос D.III  | Албатрос D.V    | Албатрос D.Va   |
| --------------------------------- | -------------- | -------------- | --------------- | --------------- | --------------- |
| Намена                            | Ловац          | Ловац          | Ловац           | Ловац           | Ловац           |
| Година                            | 1916.          | 1916.          | 1916.           | 1917.           | 1917.           |
| Посада                            | 1              | 1              | 1               | 1               | 1               |
| Дужина                            | 7,33 m         | 7,33 m         | 7,33 m          | 7,33 m          | 7,33 m          |
| Размах                            | 8,50 m         | 8,50 m         | 9,05 m          | 9,05 m          | 9,05 m          |
| Висина                            | 2,95 m         | 2,64 m         | 2,90 m          | 2,70 m          | 2,70 m          |
| Површина крила                    | 22,90 m²       | 24,50 m²       | 20,90 m²        | 20,32 m²        | 20,32 m²        |
| Маса празног                      | 647 kg         | 637 kg         | 661 kg          | 680 kg          | 717 kg          |
| Маса полетна                      | 898 kg         | 888 kg         | 886 kg          | 915 kg          | 957 kg          |
| 6-цил. Линијски, Хлађење течношћу | Mercedec D.III | Mercedec D.III | Mercedec D.IIIa | Mercedec D.IIIa | Mercedec D.IIIa |
| Снага                             | 160KS(117 kW)  | 160KS(117 kW)  | 160KS(117 kW)   | 160KS(117 kW)   | 160KS(117 kW)   |
| Брзина на 0 m                     | 175 km/h       | 175 km/h       | 175 km/h        | 187 km/h        | 187 km/h        |
| Брзина пењања на 1000 m           | 4:00 min       | 4:50 min       | 3:18 min        | 4:20 min        | 4:00 min        |
| Брзина пењања на 3000 m           | 15:00 min      | 12:40 min      | 12:01 min       | 14:30 min       | 17:08 min       |
| Брзина пењања на 5000 m           | 40:00 min      | 37:00 min      | 28:49 min       | 32:00 min       | 35:00 min       |
| Плафон                            | 5200 m         | 5200 m         | 5800 m          | 6500 m          | 6250 m          |
| Радијус                           | 230 km         | 230 km         | 310 km          | 380 km          | 350 km          |
| Наоружање                         | 2 x LMG 08/15  | 2 x LMG 08/15  | 2 x LMG 08/15   | 2 x LMG 08/15   | 2 x LMG 08/15   |

## Оперативно коришћење
Авиони Албатрос D.III су се користили у току Великог рата, ушли у употребу почетком 1917. и ускоро су остварили ваздушну превласт над савезницима. Енглески пилоти су април месец 1917. године назвали "Крвави април" јер је живот савезничких пилота на западном фронту тада трајао само два дана. Тек крајем 1917, савезнички авиони С.Е.5, Сопвит Камел и СПАД XIII су донели поновну премоћ савезницима. Током 1917. у Немачкој је израђено око 500 авиона Албатрос D.III. На овим авионима су летели чувени немачки асови као што су Манфред фон Рихтхофен (25 победа), Ернст Удет, Освалд Боелке, Вернер Вос, Ерих Левенхардт, Курт Волф и Карл Емил Шефер.
Аустријски Оеффаг (ÖFFAG) је произвео укупно  526 апарата Албатрос D.III. од укупно поручених 656 комада. Производња ових авиона је почела половином фебруара месеца 1917. године а на италијанском фронту су се први примерци ових авиона почели појављивати током 1917.г. у другој половини године испоручени су авиони серије 153 са мотором од 200 KS, а њихови пилоти доживљавају своје златне тренутке борећи се против италијанских, француских и британских ловачких ескадрила. Албатрос D.III сер.253 са Аустро-Даимлер мотором од 225 коња био је најсавршенији од свих. На бојишту се појавио у јуну месецу 1918. године, а команде ескадрила су овај авион прогласиле за најбољи ловачки авионом којим су летели њихови пилоти.

## Коришћење авиона Албатрос D.III у Краљевини Југославији
Након ослобођењa земље, на аеродромима које су користиле аустроугарске и немачке трупе заробљено је прилично авиона и ваздухопловног материјала. Између осталог заробљено је 18 авиона типа Албатрос D.III После престанка непријатељства и потписивања примирја извршено је прикупљање разврставање, тријажа и оспособљавање ваздухопловног материјала за употребу, тако да је у војном ваздухопловству новонастале државе Краљевству СХС комплетирано око седам до десет авиона типа Албатрос D.III. Ови авиони су коришћени за ловачку службу и тренажу пилота. Осам нових авиона овог типа су била без крила па је команда ВВ од ново формиране фабрике "Рогожарски" наручила израду 9 пари крила. Последњи авион овог типа летео је као ловачки у ВВ КСХС до 1926. године, након тога ови авиони су искључиво коришћени као школско тренажни авиони у саставу Пилотске школе у Новом Саду. На дуги век коришћења овог авиона пресудно је утицао његов квалитет. Када су истекли ресурси моторима Аустро-Даимлер на ове авионе су уграђивани мотори Хиро (Hiero) снаге 230 KS.

## Корисници
| - Немачко царство - Аустроугарска - Бугарска - Османско царство - Пољска (после рата) - Литванија (после рата) | - Аустрија (после рата) - Мађарска (после рата) - Чехословачка (после рата) - Југославија (после рата) - Турска (после рата) |

## Галерија
- Албатрос
- Ернст Удет са својим Албатросом D.III (број D.1941/16)
- Албатрос D.III ескадрила у Француској.
- Годвин Брумовски, ас (лево), најуспешнији пилот-ловац Аустроугарске са Франк Линке Крофордом на слици.